# Pelni

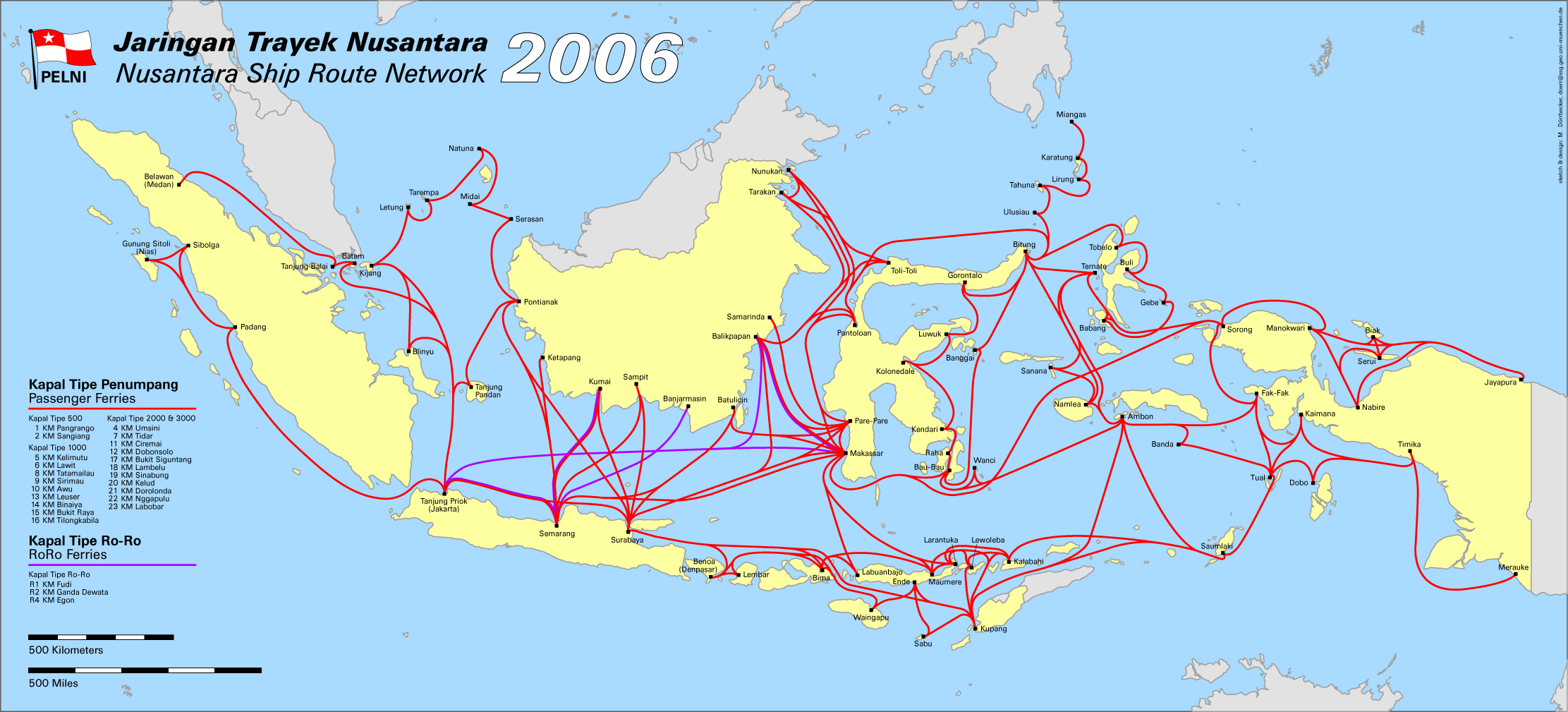
Le réseau de la Pelni en 2006

La Pelni (Pelayaran Nasional Indonesia ou "compagnie de navigation nationale d'Indonésie") est la compagnie maritime nationale de l'Indonésie. En 2018, elle exploite 26 navires qui desservent diverses routes dans l'archipel.

## Liste des bateaux de la Pelni
- KM Awu
- KM Binaiya
- KM Bukit Raya
- KM Bukit Siguntang
- KM Ciremai
- KM Dobonsolo
- KM Dorolonda
- KM Fudi
- KM Ganda Dewata
- KM Ego
- KM Kambuna
- KM Kelimutu
- KM Kelud
- KM Lawit
- KM Labobar
- KM Leuser
- KM Lambelu
- KM Pangrango
- KM Nggapulu
- KM Rinjani
- KM Sangiang
- KM Sirimau
- KM Sinabung
- KM Tatamailau
- KM Tidar
- KM Tilongkabila
- KM Umsini

Les bateaux suivants n'ont pas de route régulière :
- KFC Jet Liner
- KM Kerinci
- KM Wilis

## Galerie

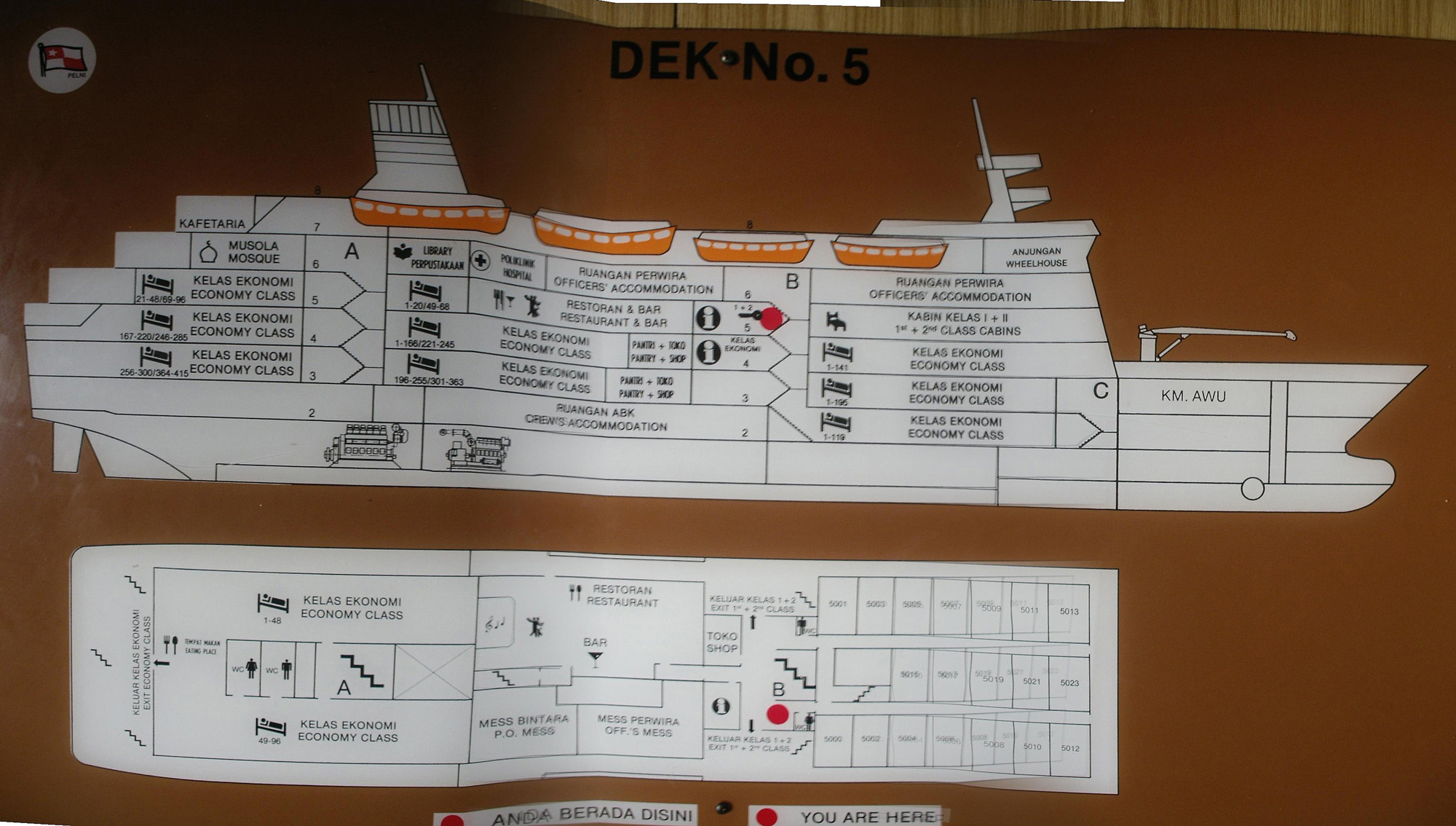
Plan de l'"Awu"
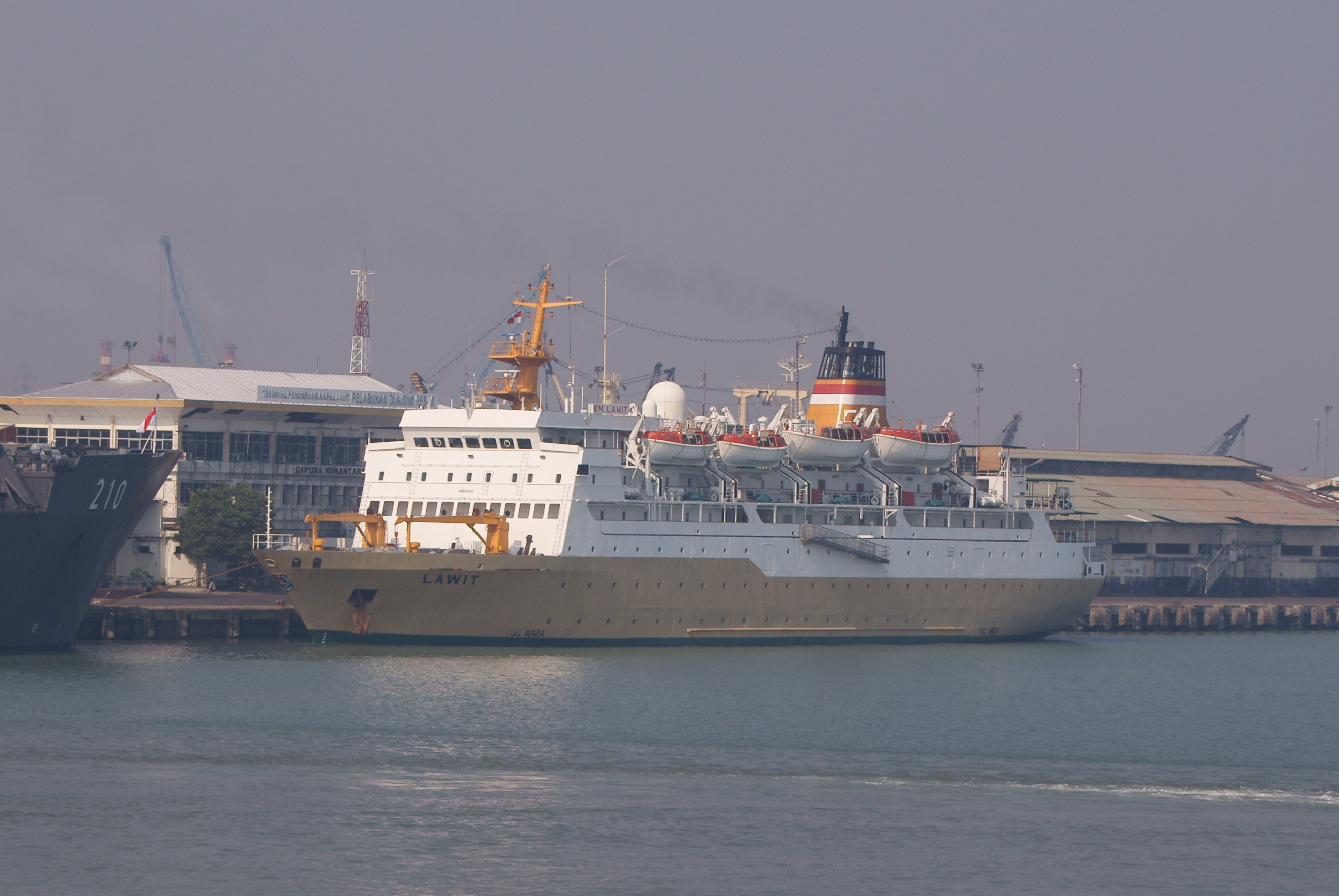
Le "Lawit"
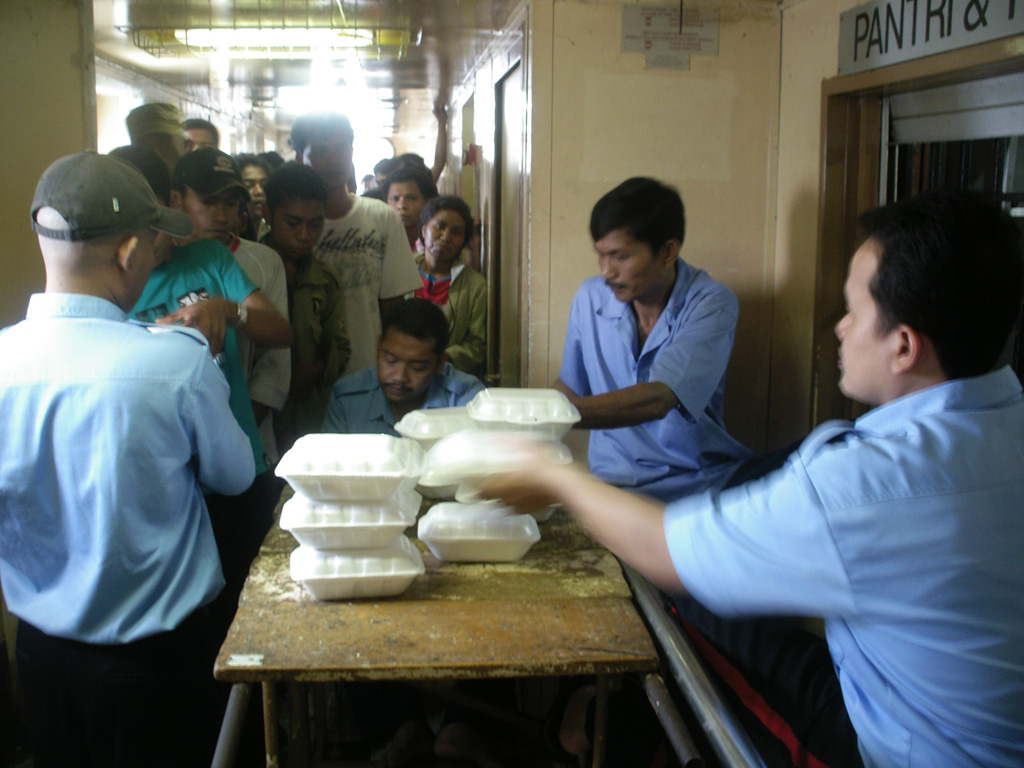
L'heure du dîner
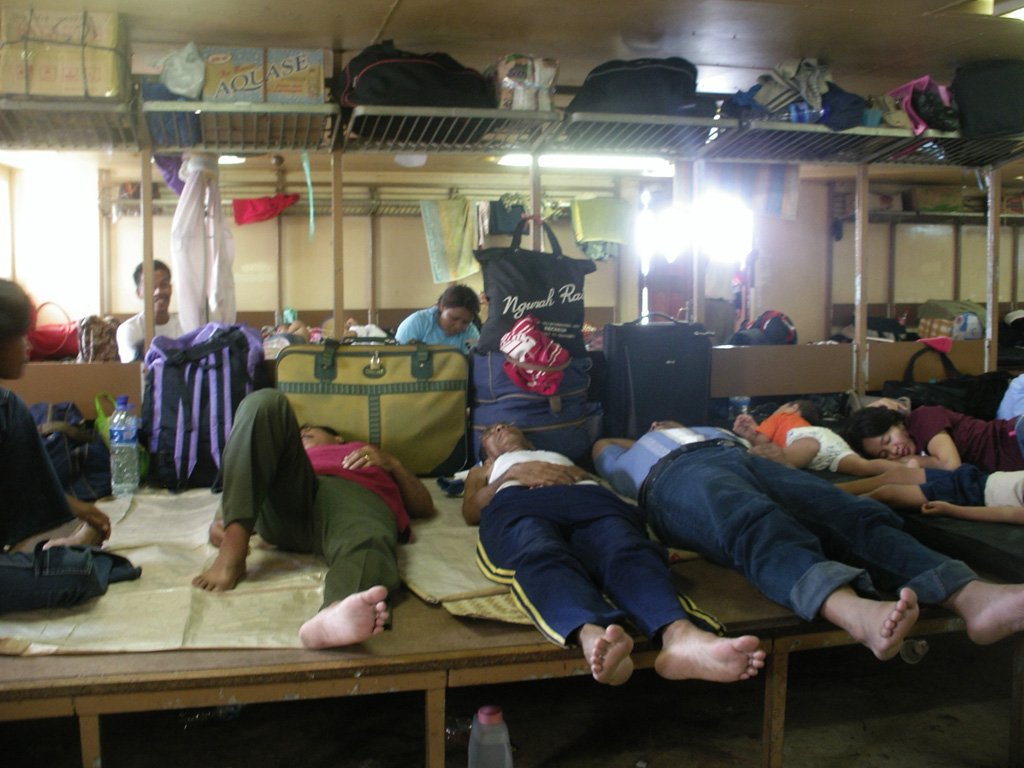
Le dortoir